# Об'єкт 172-2М «Буйвол»
Об'єкт 172-2М «Буйвол» — радянський дослідний основний бойовий танк. Створено в конструкторському бюро Уралвагонзавода. Серійно не вироблявся.

## Історія створення
Паралельно з доопрацюванням конструкції основного танка «Об'єкт 172» за ДКР «Урал» (Об'єкт 172М), велися роботи по інший ДКР з шифром «Буйвол». Роботи велися в період з 1971 по 1975 роки. Основним завданням робіт було суттєве підвищення характеристик машини.

### Дослідні зразки

#### Зразок №1
Перший дослідний зразок машини створювався на базі «Об'єкту 172» і отримав позначення «Об'єкт 172-2М». Зразок був закінчений в 1972 році і проходив випробування разом з 15-ю машинами «Об'єкт 172М». Так як машина створювалася на базі «Об'єкту 172», ходова частина була схожа з основним танком Т-64А. Крім того, на відміну від інших дослідних зразків, зенітний кулемет був встановлений також аналогічно танку Т-64А.

#### Зразки №2,3,4
Зразки під номерами 2, 3 і 4 створювалися на базі «Об'єкту 172М». І проходили випробування в період з 1973 по 1974 роки.

#### Зразок №5
Зразок № 5 відрізнявся від попередніх зразків установкою нового форсованого до 840 к.с. дизельного двигуна В—67 і установкою як основного озброєння модифікованої гармати 2А46М.

## Опис конструкції

### Броньовий корпус і башта
Для поліпшення броньовий стійкості верхньої лобової деталі була збільшена товщина тильного листа і змінений кут нахилу до 70°. В районі бойового відділення броня корпусу складалася з 70 мм сталевого листа і 16 мм бортового екрану. В районі моторно трансмісійного відділення товщина борту також становила 70 мм, а бортового екрану — 5 мм. Компонування моторно—трансмісійного відділення корпусу було змінено в бік компактності, завдяки чому в машині були розміщені додатково 6 пострілів. Схема бронювання башти також зазнала змін. Лобова проєкція башти в зоні ± 30° оснащувалася сталевими взводними екранами. Змінена броня захищала танк від попадання 125 мм бронебойного підкаліберного снаряда на швидкості до 1600 м/с. Кумулятивна стійкість була еквівалента 520 мм броньовій сталі.

### Озброєння
Як основне озброєння на першому зразку використовувалася 125 мм гладкоствольна гармата 2А46. Гармата була стабілізована у двох площинах і оснащувалася автоматом заряджання. Завдяки зміненіій конструкції боєукладок, прицільна швидкострільність в ручному режимі заряджання зросла з 1,44 пострілів за хвилину, до 2 пострілів за хвилину. Боєкомплект становив 45 пострілів з них 22 розміщувалися в автоматі заряджання.
Додатково на танк встановлювався 12,7 мм зенітний кулемет НСВТ з боєкомплектом 300 патронів і 7,62 мм спарений з основною гарматою кулемет ККТ з боєкомплектом 2000 патронів.

### Двигун і трансмісія
На «Об'єкті 172—2М» використовувався дизельний двигун В—67 (первинна назва — В—46Ф). Потужність двигуна складала 840 к.с. Основною відмінністю від В-46 була змінена конструкція нагнітача. Необхідність зміни силової установки була продиктована збільшенням маси танка з 41 до 42 тонн. Застосування нового двигуна збільшило питому потужність машини, при цьому збільшення витрати палива значно менше. Крім того, в порівнянні з базовою машиною, були збільшені динамічні характеристики машини і середня швидкість руху.

## Модифікації

### Об'єкт 172М—2М
До середини 1974 року було виготовлено дві модифіковані машини, сконструйовані на базі танка «Об'єкт 172—2М». Машини отримали позначення «Об'єкт 172М—2М». Зміни торкнулися установки нового лазерного прицілу—далекоміра ТПД—К1, нічного прицілу «Буран—ПА». Крім того були встановлені нові прилади спостереження у навідника і командира, а також змінений стабілізатор гармати. Додатково на танк була встановлена система постановки димової завіси 902А, що складалася з 81-мм димових гранатометів.

### Об'єкт 172—3М
Відмінною особливістю «Об'єкту 172—3М» від «Об'єкту 172—2М» була установка як основного озброєння 130 мм нарізної гармати 2А50.

## Оцінка машини
Випробування «Об'єкту 172—2М» і зразків на його базі показали, що в процесі вдосконалення конструкції базової машини був досягнутий істотний приріст характеристик, при цьому уніфікація по більшості вузлів і агрегатів дозволяла здійснити постановку на серійне виробництво без переоснащення виробничих потужностей. Однак машина на озброєння прийнята не була. Згодом, частина напрацювань по проекту була перенесена на серійні зразки основного танка Т-72.

## Екземпляри які збереглися
Всі збережені екземпляри знаходяться в запасниках бронетанкового музею Кубинки і у відкритій експозиції відсутні.